# Neososibia
Neososibia is een geslacht van Phasmatodea uit de familie Diapheromeridae. De wetenschappelijke naam van dit geslacht is voor het eerst geldig gepubliceerd in 2000 door Chen & He.

## Soorten
Het geslacht Neososibia omvat de volgende soorten:
- Neososibia brevispina Chen & He, 2000
- Neososibia guizhouensis Chen & Ran, 2002
- Neososibia jinxiuensis Chen & He, 2008